# Борунов, Евгений
Евгений Борунов (англ. Evgeni Borounov; род. 10 июня 1979 года в Москве) — австралийский фигурист, выступающий в танцах на льду со своей женой Марией Борунов. Они чемпионы Австралии 2007 года.

## Карьера
На юниорском уровне представлял Литву вместе с российской фигуристкой Светланой Куликовой.
В 1999 году иммигрировал в Австралию, а в 2002 женился на Марии. На международный уровень дуэт вышел в сезоне 2005—2006. В 2007 году выиграли чемпионат Австралии.
До 2010 года жили и тренировались в Москве, в группе Елены Кустаровой и Светланы Алексеевой, хотя были приписаны к клубу «Cockburn Ice Arena» из Перта (родного города Марии). В сезоне 2010/2011 готовились к соревнованиям без тренера, сами ставя себе программы в качестве хореографов.
Им ни разу не удалось выступить на мировом чемпионате. На мировой арене дебютировали на континентальном чемпионате в 2006 году и 2007 годах.

## Спортивные достижения
| Соревнования                   | 2005—2006 | 2006—2007 | 2007—2008 | 2008—2009 | 2009—2010 | 2010—2011 |
| ------------------------------ | --------- | --------- | --------- | --------- | --------- | --------- |
| Чемпионаты четырёх континентов | 14        | 13        | 12        | 11        | 12        | 11        |
| Чемпионаты Австралии           | 2         | 1         |           | 2         | 2         | 2         |
| Мемориал Ондрея Непелы         |           |           |           | 9         | WD        |           |
| Мемориал Павла Романа          |           |           |           | 5         |           |           |
| Золотой конёк Загреба          |           |           | 15        |           |           |           |
| Icechallenge                   |           |           |           |           |           | 11        |
| NRW Trophy, Дортмунд           |           |           | 3         |           |           | 12        |

- WD = снялись с соревнований